# 協奏的幻想曲 (チャイコフスキー)
協奏的幻想曲 ト長調 作品56は、ピョートル・チャイコフスキーが作曲した楽曲。ユルゲンソン社から出版された楽曲のタイトルは"Fantasie de Concert"であり、直訳するならば「演奏会用幻想曲」となる。しかしながら、日本国内ではおそらく曲の協奏的性格から「協奏的幻想曲」と呼びならわされており、本項でもその慣例に従うことにする。

## 概要
チャイコフスキーは1884年6月から10月にかけてこの曲を作曲した。初演はモスクワにおいて1885年3月6日、セルゲイ・タネーエフの独奏、マックス・エルトマンスデルファーの指揮で行われた。協奏的幻想曲は発表から20年あまりはたびたび演奏されたが、レパートリーから外されて長年演奏されないままとなった。しかし、近年では再評価の機運が高まりつつある。

### 作曲の経緯
1884年3月に帰国したチャイコフスキーは、春の間を妹と共にカメンカで過ごすことにした。しかし、オペラ「マゼッパ」の手直しを早急にせねばならなくなり、この旅程は遅れることになる。チャイコフスキーは3月13日にサンクトペテルブルクからフォン・メック夫人にこう書き送っている。「力がみなぎってくるのを感じています。何か新しいものに取り掛からずにはいられません。」しかし彼は同地では新作に着手することは出来ず仕舞いとなった。それがかなったのは4月12日にカメンカに到着してからのことである。
チャイコフスキーは当初、どういう形式の曲を作るべきか見当をつけられずにいた。モスクワの1883年から1884年のシーズンの演奏会で触れた、リストの高弟であるオイゲン・ダルベールの演奏に心奪われた彼は、ピアノ協奏曲へと傾いていった。にもかかわらず、彼の1884年4月13日の日記には次のような記述がみられる。「新しいものを捉えようと遊ぶのはやめにした。ピアノ協奏曲の構想は浮かんだが、まだあまりに貧相で独自性がない。」少なくともチャイコフスキーには、時間が経っても改善につながる進歩がなかったと思われたのである。4月17日と18日、彼はトロスチアンカ（Trostianka）の森をさまよい、彼が呼ぶところの『みじめな着想』を書きとめた。
6月に入り、グランキノ（Grankino）での滞在中に「組曲第3番」の素材となるピアノ編曲のスケッチをまとめると、チャイコフスキーは「協奏的幻想曲」の作曲を再開した。この時、彼の頭の中には組曲の第1楽章として構想したものの結局外すことになった『コントラステス』を、幻想曲の第2楽章として使う案があった。これは彼が元々「組曲第3番」の構成を練っていたときに受けた悲しみを考えれば、驚くべきことであった。彼がこの音楽から手を引くことは明らかにできなかったわけであるが、一方でまだ疑念も持ち続けていた。彼は開始楽章の『クワジ・ロンド』の最後にソリストのためのコーダを付してみたが、技術的には見栄えがしたものの内容は空虚であった。この追加のカデンツァは、『コントラステス』を省略する場合に代わりに用いるもの、とされた。

### 初演
12月にロシア音楽協会の演奏会でタネーエフが演奏することが決まり、チャイコフスキーは10月から11月にかけて「協奏的幻想曲」を急いで仕上げていった。この演奏会は1884年12月15日の予定となっていたが、指揮者のマックス・エルトマンスデルファーの体調不良のため延期されることになった。演奏会が行われたのは1885年2月22日で、これはモスクワでのロシア音楽協会の第10回シンフォニー・コンサートであった。ソリストはタネーエフ、指揮はエルトマンスデルファーである。
コンサートに出席したチャイコフスキーは、2月25日に弟のモデストにこう書き送っている。「私はタネーエフとオーケストラの素晴らしい演奏を聴けて嬉しかったよ。聴衆にも非常に評判が良かった。」サンクトペテルブルク初演は1886年4月4日のロシア音楽協会の第10回シンフォニー・コンサートで、ハンス・フォン・ビューローの指揮、タネーエフの独奏であった。
「協奏的幻想曲」はユルゲンソン社から出版されている。ピアノ4手版と2手版は1884年12月に、オーケストラパート譜は1885年1月に、総譜は1893年3月に世に出された。編曲版の楽譜にはアンナ・エシポワへの献辞が、総譜にはゾフィー・メンターへの献辞がそれぞれ印刷されている。

## 演奏時間
約30分

## 楽器編成
ピアノ独奏、フルート3、オーボエ2、クラリネット2、ファゴット2、ホルン4、トランペット3、トロンボーン3、ティンパニ、グロッケンシュピール、タンバリン、弦五部

## 楽曲構成
第1楽章
クワジ・ロンド（アンダンテ・モッソ）
「くるみ割り人形」を彷彿とさせるような、愛らしい旋律で開始される。全体はA-B-A形式になっており、Aの部分は明るく協奏的なもの、Bはより叙情的でピアノだけで奏されるものである。この楽章は"Quasi"と銘打たれているが、それはロンド主題が中間に1つエピソードを挟んで最後に1度しか再現されないことを示している。本楽章で示される遊び心に満ちた2つの主題から、チャイコフスキーは古典的なロンドによる終楽章をイメージし、こう名付けたのかもしれない。タイトルを除いては、この楽章を一般的なロンドと結びつける要素はほかに見当たらない。にもかかわらず、チャイコフスキーはこの独自の素材を用いてヴィルトゥオーゾ的なピアノの技巧を管弦楽を伴って、曲として仕立て上げることに成功している。
第2楽章
コントラステス Contrastes　（アンダンテ・カンタービレ - モルト・ヴィヴァーチェ - アレグロ・モデラート - ヴィヴァチッシモ - モルト・ピウ・トランクウィロ - ヴィヴァーチェ）
開始楽章と同様にここでも形式上の問題が現れる。ここでの問題点は一般的なものではないが、やがて単純にうまく解決される。楽章はピアノのカデンツァで開始される。すぐにチェロのソロの対旋律も加わって奏される緩やかな憂いを帯びた第1主題は、より急速で舞踏的な第2主題と対比される。両者は互いにせめぎ合いを演じたのち、そのまま間断なく最後の非常に明るいパートに突入する。これらの大きな各部分が通常の協奏曲の緩徐楽章と終楽章の役割を担っている。最後は華やかに全曲を閉じる。
チャイコフスキーは「ピアノ協奏曲第2番」を作曲中にピアノとオーケストラの音が重なるのを嫌い、両者をできるだけ独立させるようにした。チャイコフスキー研究者のデイビッド・ブラウン（David Brown）はピアノ独奏だけで書かれた第1楽章の中間部について、「前作で示された方向性の論理的帰結であった」と述べている。このことで、中間部は新しい素材に基づいているにもかかわらずカデンツァであるかのように見える。また、このカデンツァがソナタ形式における展開部の代わりとなっているという見方も可能である。